# Фрідріх Брусгатіс
Фрідріх Брусгатіс (нім. Friedrich Brusgatis; 2 грудня 1912, Дюссельдорф — 6 грудня 1946, Каракас) — німецький офіцер, обер-лейтенант-цур-зее крігсмаріне (1 січня 1944). Кавалер Німецького хреста в золоті.

## Нагороди
- Хрест Воєнних заслуг 2-го класу (1 вересня 1941)
- Нагрудний знак мінних тральщиків (25 січня 1942)
- Залізний хрест
  - 2-го класу (20 травня 1942)
  - 1-го класу (24 серпня 1942)
- Нарукавна стрічка «Африка» (15 липня 1943)
- Німецький хрест в золоті (26 або 30 січня 1944)